# チリアーコ・デ・ミータ
ルイージ・チリアーコ・デ・ミータ（伊: Luigi Ciriaco De Mita、1928年2月2日 - 2022年5月26日）は、イタリアの政治家。デ・ミータはデミータと書かれることも多い。
下院議員（11期）、首相（1988–89年）、キリスト教民主主義書記長（第15代）を歴任。

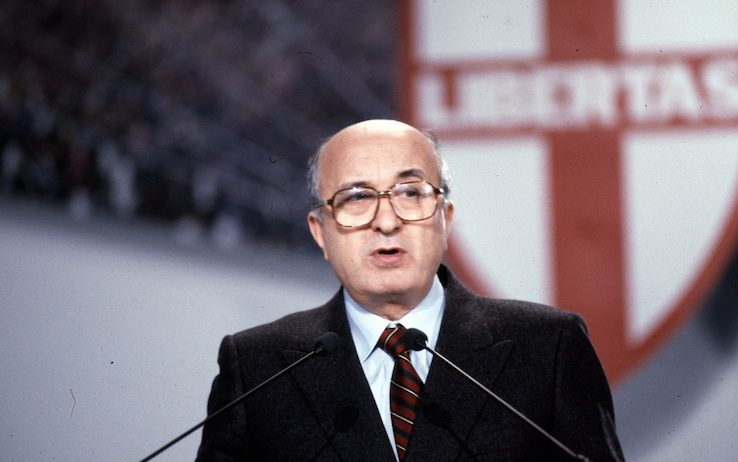
チリアーコ・デ・ミータ

2022年5月26日、死去。94歳没。